# Suffren (Schiff, 1904)
Die Suffren war ein Schlachtschiff (Einheitslinienschiff) der französischen Marine, das im Juli 1899 vom Stapel lief und ein Einzelschiff blieb. Im Ersten Weltkrieg wurde die Suffren im September 1914 mit dem Linienschiff Vérité zu den Dardanellen geschickt, um die Briten bei der Blockade zu unterstützen. Nach kurzer Überholung kehrte sie im Januar 1915 zu den Dardanellen zurück und wurde das Flaggschiff des französischen Geschwaders unter Konteradmiral Émile Guépratte. Sie beschoss die türkischen Befestigungen und nahm am 18. März 1915 an dem Versuch teil, die Durchfahrt durch die Meerengen zu erzwingen. Sie erlitt dabei in 15 Minuten in der vordersten Reihe 14 Treffer. Schwer getroffen und brennend trat sie mit den anderen französischen Schiffen den Rückweg an. Nach ihrer Instandsetzung unterstützte sie die Landtruppen während des Feldzuges auf Gallipoli.
Auf der Fahrt zu einer Überholung nach Lorient nach weiteren Einsätzen im östlichen Mittelmeer wurde die Suffren am 26. November 1916 vor Lissabon durch U 52 torpediert und sank mit der gesamten Besatzung (648 Tote).

## Baugeschichte
Die Suffren war das fünfte Schiff der französischen Marine, das nach dem Admiral Pierre André de Suffren de Saint-Tropez (1729–1788) benannt war. Sie wurde am 21. April 1898 beim Arsenal in Brest bestellt. Die offizielle Kiellegung erfolgte am 5. Januar 1899 und der Stapellauf am 25. Juli 1899. Ihre Fertigstellung wurde erheblich verzögert durch verspätete Lieferung von Bau- und Ausrüstungsteile und insbesondere der Panzerung erst ab Juli 1900. Die Suffren begann ihre Erprobungsfahrten im November 1903, wurde aber erst am 3. Februar 1904 in Dienst gestellt.

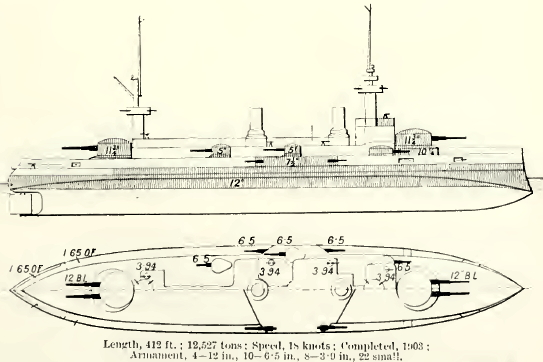
Riss der Suffren-Klasse aus Brassey’s 1912

Um das Schiff schneller bauen zu können, sollte die Suffren eigentlich nur eine wenig geänderte Version des zuvor gebauten Linienschiffes Iéna werden. Die Vielzahl der schließlich vom „Conseil des travaux de la Marine“ beschlossenen Änderungen führte jedoch zu einem erheblich veränderten Schiff, das mit der Iéna nur noch die äußere Grundauslegung gemeinsam hatte. Die größte Veränderung war die Aufstellung des größeren Teils der Mittelartillerie in Türmen. Auch war der Gürtelpanzer gleichmäßig dick und verjüngte sich nicht zu den Enden. Dazu war der Munitionsvorrat für die schweren Waffen von 45 auf 60 Schuss pro Geschütz erhöht worden. Trotz dieser Änderungen war die Suffren mit einer Länge von 125,5 m über alles nur geringfügig größer als die Iéna. Die Breite betrug 21,4 m und der Tiefgang zwischen 7,39 m vorn und 8,22 m hinten. Sie war auch nur wenig schwerer als das vorangegangene Schiff und verdrängte 12.432 t normal und 12.892 t bei voller Ausrüstung. Zusätzlich verfügte die Suffren über Schlingerkiele, um ihre Bewegungen ruhiger zu machen.

### Antriebsanlage
Die Suffren verfügte über drei Verbunddampfmaschinen der Bauart Indret, die auf eigene Wellen wirkten. Die Mittelwelle hatte eine Dreiblatt-Schraube, die beiden Außenwellen vierblättrige; alle hatten einen Durchmesser von 4,39 m. Der Dampf für die Maschinen wurde in 24 Niclausse-Kesseln, die mit einem Druck von bis zu 18 kg/cm² arbeiteten, erzeugt. Die Maschinen sollten 16.200 PSi leisten und bei den Seetests erreichte die Suffren 16.809 PSi und eine Höchstgeschwindigkeit von 17,91 Knoten. Damit blieb sie geringfügig unter der geplanten Geschwindigkeit von 18 kn. Das Schiff konnte bis zu 1233 t Kohle laden, was ihm eine Reichweite von 3.086 sm bei 12 kn gab. Um die Verbrennung zu verbessern, waren noch 52,15 t Öl an Bord, die bei Bedarf über die Kohlen gesprüht werden konnten. Das Schiff hatte ein elektrisches 80-Volt-Netz und erzeugte den Strom mit zwei 600-Ampere- und drei 1200-Ampere-Dynamos.

### Bewaffnung
Wie die Iéna hatte auch die Suffren als Hauptbewaffnung vier 30,5-cm-L/40-Kanonen des Modells 1893/96 in einem Bug- und Heck-Doppelturm. Die Kanonen konnten bis 15° erhöht werden und verschossen 340-kg-Granaten mit einer Geschwindigkeit von bis zu einem Schuss pro Minute. Bei einer Mündungsgeschwindigkeit von 780 m/s war bei maximaler Erhöhung eine Schussweite von bis zu 12.000 m möglich.
Die Mittelartillerie der Suffren bestand aus zehn 16,4-cm-L/45-Kanonen des Modells 1893. Sechs waren in Einzeltürmen an den Seiten der Aufbauten aufgestellt, vier weitere standen in Einzelkasematten ein Deck tiefer als die Türme. Die Kasematten waren etwas über den gewölbten Rumpf ausgestellt. 1906 Geschosse waren für die Kanonen an Bord, die theoretisch eine Feuergeschwindigkeit von zwei bis drei Schuss pro Minute erreichen konnten. Die 52 kg Granaten konnten bis zu 9000 m weit verschossen werden. Dazu kamen auf der Suffren noch acht 10,0-cm-L/45-Kanonen des Modells 1893 mit Schutzschilden, die über Deck und Aufbauten verteilt waren. Bei maximaler Erhöhung von 20° konnten die 12-kg-Geschosse noch Ziele in 9500 m Entfernung erreichen. Die Feuergeschwindigkeit dieser Kanonen lag theoretisch bei sechs Schuss, in der Praxis waren drei Schuss in der Minute ein befriedigender Wert. Der Munitionsvorrat für diese acht Kanonen betrug 2264 Granaten.
Auf den Aufbauten und den Gefechtsmarsen waren noch zwanzig 4,7-cm-L/40-Schnellfeuergeschütze vom Typ Hotchkiss 1885 zur Torpedobootsabwehr verteilt, die ihre 1,5-kg-Geschosse bis zu 4000 m weit verschießen konnten. Die Feuergeschwindigkeit dieser Kanonen betrug mit sieben Schuss in der Minute ebenfalls nur die Hälfte der theoretischen Werte. Der Munitionsvorrat für diese Geschütze betrug 15.000 Schuss. Darüber hinaus gab es noch zwei 3,7-cm-Hotchkiss-Maschinenkanonen auf der oberen Brücke, die eine Feuergeschwindigkeit von 25 Schuss in der Minute hatten.
Bei Indienststellung führte die Suffren auch vier 45,0-cm-Torpedorohre. Zwei befanden sich unter Wasser hinter dem vorderen Turm und waren starr in einem Winkel von 30° auf beiden Seiten nach schräg vorn ausgerichtet. Dazu kamen zwei Überwasserrohre. Die beiden Überwasserrohre hatten eine beschränkte Richtbarkeit. Für jedes der vier Rohre standen ein Übungstorpedo und zwei Einsatztorpedos zur Verfügung.

### Panzerschutz
Die Suffren war in der Wasserlinie vollständig mit Harvey-Stahl gepanzert. Der Panzergürtel war 2,5 m hoch und 300 mm dick. Das untere Ende des Gürtels war durchgehend 120 mm stark. Dazu hatte die Suffren noch einen oberen Gürtelpanzer von 110 mm Stärke, der die Kasematten schützte. Das Panzerdeck war bis zu 60 mm dick und das vordere und hintere Panzerschott waren beide 110 mm stark.
Die Türme der schweren Artillerie hatten eine Stärke von 290 mm an den Seiten und ein 50 mm starkes Dach. Die Barbetten hatten eine 250 mm starke Panzerung. Die Türme der Mittelartillerie hatten eine Panzerung von 102 mm bis 192 mm. Die Wände des Kommandoturms waren 224 bis 274 mm stark und die von dort ausgehenden Kommunikationsleitungen waren mit 150 mm gepanzert.

## Einsatzgeschichte
Die Suffren nahm am 18. August 1903 schon vor ihrer Indienststellung an einer Beschussübung mit dem Linienschiff Masséna vor der Île Longue teil. Eine 55 cm dicke Stahlplatte von 225 cm Länge und 95 cm Höhe war an der Seite des vorderen Turms der Suffren befestigt, um die Widerstandsfähigkeit einer Panzerplatte gegen großkalibrige Geschosse zu testen. Die Masséna schoss aus kurzer Distanz auf die Platte. Die ersten drei 30,5-cm-Übungsgranaten schlugen Splitter aus der Platte, zwei weitere Granaten mit voller Ladung erreichten den Bruch der Platte. Der Turm der Suffren blieb dennoch voll einsatzbereit einschließlich des installierten elektrischen Feuerleitsystems und sechs im Turm untergebrachte Schafe (!) blieben unverletzt. Einer der Splitter riss jedoch ein Loch in die Masséna oberhalb des Panzergürtels und ein weiterer traf beinah den die Übung beobachtenden Marineminister, Camille Pelletan. Im November 1903 begannen die Erprobungsfahrten der Suffren in See und am 3. Februar 1904 stellte sie dann in Dienst.

### Vorkriegseinsätze
Die Suffren wurde dem Mittelmeergeschwader zugewiesen und wurde am 10. Februar deren Flaggschiff. Im April nutzte der Staatspräsident Frankreichs, Émile Loubet, sie für einen Staatsbesuch in Neapel. Bald zeigten sich etliche Mängel des Schiffes. So war das Ankerspill zu schwach, um sicher den Anker aus 15 bis 20 m Tiefe zu heben. Auch erhitzen sich Mittelmaschine und ihre Welle erheblich. Während einer Flottenübung vor den Îles des Hyères am 5. Februar 1906 rammte die Suffren das Unterseeboot Bonite, das die Bewegung der Flotte falsch eingeschätzt hatte, als es einen Übungsangriff fuhr. Als die Bonite ihr Sehrohr ausfuhr, befand sie sich nur 30 m vor der Suffren, die sofort abdrehte, während die Bonite ein erneutes Tauchmanöver einleitete. Dennoch kam es zu einer Berührung der beiden Fahrzeuge, die erhebliche Schäden an der Bonite verursachten, die nur knapp einer Versenkung entging und sofort ins Trockendock musste.
Im Sommer 1906 wurden die Überwassertorpedorohre der Suffren wieder entfernt. Am 12. März 1907 lag die Suffren im Trockendock in Toulon in der Nähe der Iéna, als auf dieser ein Munitionsmagazin explodierte. Die Suffren wurde von Trümmern getroffen und es kam zu einem Brand an Bord, aber sie erlitt keinen ernsthaften Schaden. Anfang 1908 wurde ein 2-m-Entfernungsmesser der Bauart Barr and Stroud auf der oberen Brücke installiert. Während der Manöver vor Golfe-Juan brach am 13. August 1908 die Backbordwelle der Suffren und die Schraube versank in 26 m Tiefe. Während eine neue Welle bei Indret bestellt war, wurde die Backbordwelle der schwerbeschädigten Iéna eingebaut, die sich so bewährte, dass die Ingenieure ihre weitere Nutzung forderten und die neue Welle als Reservewelle vorerst nicht einsetzen wollten. Das Marineministerium lehnte dies ab und verfügte den erneuten Austausch. Gleichzeitig wurden die Lager der Mittelwelle überarbeitet, was deren Überhitzung erfolgreich reduzierte. Dennoch kam es im November 1910 zu einem weiteren Wellenbruch auf der Steuerbordseite und dem erneuten Verlust einer Schraube. Diesmal konnte die Suffren keine Ersatzwelle nutzen und musste drei Monate auf die Reparatur warten. Die Zeit wurden zu einer vollständigen Überholung der Kessel genutzt. Am 14. Februar 1911 kam es zu einem erneuten Unfall, als eine Ankerkette riss, einen Seemann tötete und zwei schwer verletzte. Während einer Flottenübung am 28. Mai 1914 verlor die Suffren plötzlich ihre Maschinenleistung und trieb gegen das Linienschiff Démocratie. Sie wurde nur leicht beschädigt und riss sich den Backbordanker einschließlich der Ankerklüse ab.

### Kriegseinsatz

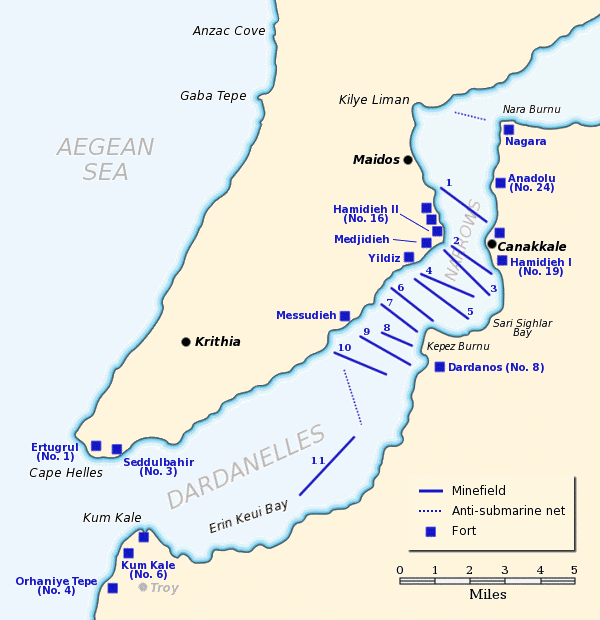
Verteidigungsstellungen an den Dardanellen, Februar–März 1915

Erster Kriegseinsatz der Suffren war die Sicherung der Truppentransporte von Algerien nach Frankreich, wo sie zusammen mit den Linienschiffen Saint Louis, Gaulois und Bouvet eingesetzt wurde. Kurz nach dem Beginn des Weltkrieges erhielt die Suffren weitere Entfernungsmesser und die vorderen 10-cm-Geschütze wurden weiter unten installiert. Am 26. September 1914 wurde sie mit dem Linienschiff Vérité zu den Dardanellen kommandiert, um die dort befindlichen britischen Schiffe zu unterstützen und einen Ausbruch der Deutschen Mittelmeerdivision (Schlachtkreuzer Goeben, Kleiner Kreuzer Breslau) zurück in das Mittelmeer zu verhindern. Am 3. November beschossen die beiden französischen Linienschiffe zusammen mit den britischen Schlachtkreuzern Indomitable und Indefatigable die türkischen Befestigungen am Eingang der Dardanellen. Die kurze Beschießung von elf Minuten der französischen Schiffe verursachte wenig Schaden, machte aber den Türken deutlich, dass eine Verstärkung ihrer Stellungen dringend nötig war. Am 16. November brach die Suffren, die durch die Gaulois ersetzt wurde, ihren Einsatz ab und lief zu einer Überholung zurück nach Toulon.
Am 9. Januar 1915 traf die Suffren wieder vor den Dardanellen ein und wurde das Flaggschiff der dort eingesetzten vier französischen Linienschiffe unter Konteradmiral Émile Guépratte. Am 19. Februar beschoss die Suffren das türkische Fort Kum Kale auf der asiatischen Seite, wobei die Bouvet über Funk Zielkorrekturen übermittelte und die Gaulois versuchte, die zum Teil bewegliche Küstenartillerie auszuschalten. Später am Tag versuchte die britische Vengeance einen ähnlichen Angriff auf das ebenfalls auf der asiatischen Seite liegende Fort Orhaniye Tepe, geriet aber frühzeitig selbst unter starken Beschuss. Der Einsatz des Schlachtkreuzers Inflexible brachte keine wesentliche Entlastung des britischen Linienschiffes. Suffren und Gaulois griffen daher zusätzlich ein und die Vengeance konnte sich zurückziehen. Die Suffren feuerte an diesem Tag 30 30,5-cm-Granaten und 227 16,4-cm-Geschosse. Am 25. Februar wurde der Angriff auf dieselben Ziele erfolgreicher wiederholt, da man diesmal bis auf unter 3.000 m an die Ziele herankam. Am 2. und am 11. März griffen die Franzosen Ziele auf Gallipoli am Golf von Saros an und am 7. März unterstützen sie einen Angriff der Briten auf die vorgenannten Forts, wobei sie die Stellungen der Küstenartillerie bekämpften.
Am 18. März erfolgte dann der geplante Hauptangriff, wobei anfangs britische Schiffe den Verband führten. Als man sich der Engstelle der Dardanellen näherte übernahmen die französischen Schiffe die Führung, um die sichernden Forts auszuschalten. Die Suffren wurde dabei in den ersten 15 Minuten 14-mal getroffen und geriet in Brand. Auch musste ein Magazin der Mittelartillerie geflutet werden, um eine Explosion zu verhindern. Ein Treffer im Bug führte zu weiterem Wasser im Schiff. Der britische Befehlshaber Admiral de Robeck tauschte daher erneut die erste Angriffsreihe und ließ die französischen Schiffe sich zurückziehen. Dabei lief die Bouvet auf eine Mine und sank innerhalb von 55 Sekunden. Der Suffren gelang es, mit dem Admirals-Beiboot noch 75 Mann zu retten. Sie begleitete dann die noch schwerer beschädigte Gaulois aus den Dardanellen, die starke Wassereinbrüche im Bug hatte und bei der Inselgruppe Karayer Adaları mit den Inseln Tavşan, Yılan, Orak und Pırasa, zehn Kilometer nordöstlich Tenedos auf Grund gesetzt werden musste, um nicht total zu sinken. An diesem Tag gingen noch die britischen Linienschiffe Ocean und Irresistible verloren und die Alliierten entschieden sich für einen Durchbruch an Land über die Halbinsel Gallipoli.

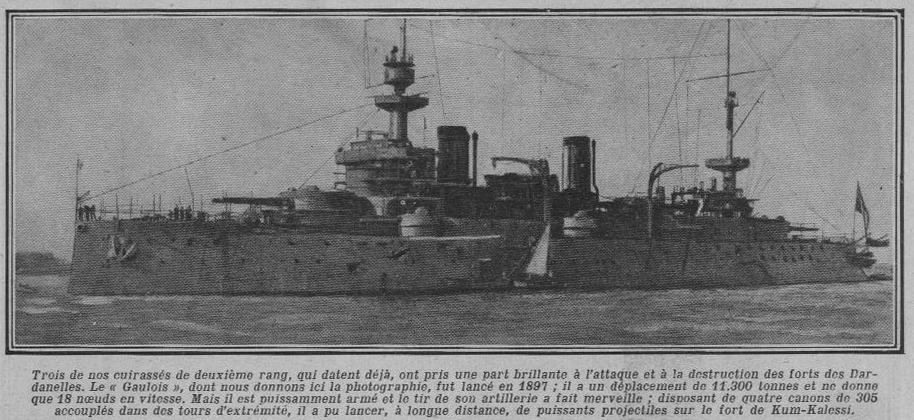
Die Gaulois

Die Suffren wurden dann zur Sicherung der behelfsmäßig abgedichteten Gaulois eingeteilt. Die beschädigten Linienschiffe sollten ab dem 25. März über Malta nach Toulon zurückkehren. Am 27. gerieten beide Schiffe in einen schweren Sturm und mussten in der Bucht von Navarin Schutz suchen. Die Suffren erreichte Toulon am 3. April und wurde bis zum 20. Mai repariert, um dann zu den Dardanellen zurückzukehren. Sie unterstützte dann die Truppen an Land auf Gallipoli mit ihrer Artillerie und fuhr ihren letzten Einsatz am 31. Dezember 1915.
Als sie zu ihrem Ankerplatz bei Kefalos auf Kos zurückkehrte, kollidierte sie mit dem britischen Frachter Saint Oswald, der Pferde von Gallipoli evakuierte. Der Frachter sank und die Suffren wurde erheblich beschädigt. Die Suffren erreichte Toulon am 20. Januar 1916 und wurde bis April wieder instand gesetzt. Sie wurde dem französischen Geschwader von sechs Linienschiffen zugeteilt, das die griechische Flotte an einem Eingreifen gegen die alliierte Saloniki-Operation hindern sollte. Am 9. Juli wurde die Suffren Flaggschiff dieses Geschwader, als die Patrie zur Überholung nach Toulon verlegte. Am 7. Oktober liefen Patrie, Démocratie und Suffren kampfbereit in den Hafen von Eleusis, um die griechischen Linienschiffe Kilkis und Lemnos sowie den Kreuzer Elli zu besetzen. Die griechischen Linienschiffe wurde abgerüstet, der Kreuzer Elli von den Franzosen bis Ende 1917 genutzt.

## Verlust derSuffren
Eine Überholung der Suffren sollte Ende 1916 in Biserta erfolgen. Da jedoch die Werft in Lorient freie Kapazitäten hatte, sollte die Suffren dorthin gehen. Sie verließ den Ankerplatz der Flotte am 15. November und lief über Bizerta und Gibraltar, wo sie jeweils kohlte, in den Atlantik. Am Morgen des 26. November 1916 wurde sie etwa 50 sm vor der portugiesischen Küste nahe Lissabon vom deutschen Unterseeboot U 52 unter Kapitänleutnant Hans Walther torpediert. Der Torpedo traf anscheinend ein Magazin und die allein fahrende Suffren sank innerhalb von Sekunden mit der gesamten Besatzung von 648 Mann auf der Position 39° 10′ N, 10° 48′ W. U 52, das sich auf dem Überführungsmarsch zum österreich-ungarischen Stützpunkt Cattaro befand, suchte die Untergangsstelle erfolglos nach Überlebenden ab. Für U 52 und seinen Kommandanten war es die zweite Versenkung eines Kriegsschiffes nach der Versenkung des britischen Kreuzers Nottingham am 19. August in der Nordsee. Der spätere Konteradmiral Walther wurde 1917 als siebter U-Boot-Kommandant mit dem Orden Pour le Mérite ausgezeichnet.